# Petit Le Mans 2001
Navigation
Édition précédente Édition suivante
Le Petit Le Mans 2001 est la quatrième édition de l'épreuve automobile d'endurance le Petit Le Mans et la dernière manche de l'American Le Mans Series 2001. Disputé le 6 octobre 2001 sur le circuit de Road Atlanta, il est remporté par l'Audi R8 No 2 de Frank Biela et Emanuele Pirro.

## Résultats
Voici le classement officiel au terme de la course :
- Les vainqueurs de chaque catégorie sont signalés par un fond jauni
- Pour la colonne Pneus, il faut passer le curseur au-dessus du modèle pour connaître le manufacturier de pneumatiques

| Pos    | Cat    | n° | Équipe                                | Pilotes                                                  | Châssis                           | Pneus | Tours |
| Pos    | Cat    | n° | Équipe                                | Pilotes                                                  | Moteur                            | Pneus | Tours |
| ------ | ------ | -- | ------------------------------------- | -------------------------------------------------------- | --------------------------------- | ----- | ----- |
| 1      | LMP900 | 2  | Audi Sport North America              | Frank Biela Emanuele Pirro                               | Audi R8                           | M     | 394   |
| 1      | LMP900 | 2  | Audi Sport North America              | Frank Biela Emanuele Pirro                               | Audi 3.6L Turbo V8                | M     | 394   |
| 2      | LMP900 | 18 | Johansson Motorsport Arena Motorsport | Stefan Johansson Patrick Lemarié                         | Audi R8                           | M     | 391   |
| 2      | LMP900 | 18 | Johansson Motorsport Arena Motorsport | Stefan Johansson Patrick Lemarié                         | Audi 3.6L Turbo V8                | M     | 391   |
| 3      | LMP900 | 38 | Champion Racing                       | Andy Wallace Johnny Herbert                              | Audi R8                           | M     | 388   |
| 3      | LMP900 | 38 | Champion Racing                       | Andy Wallace Johnny Herbert                              | Audi 3.6L Turbo V8                | M     | 388   |
| 4      | LMP900 | 8  | Team Cadillac                         | Wayne Taylor Max Angelelli Christophe Tinseau            | Cadillac Northstar LMP01          | M     | 382   |
| 4      | LMP900 | 8  | Team Cadillac                         | Wayne Taylor Max Angelelli Christophe Tinseau            | Cadillac Northstart 4.0L Turbo V8 | M     | 382   |
| 5      | LMP900 | 7  | Team Cadillac                         | Emmanuel Collard Marc Goossens                           | Cadillac Northstar LMP01          | M     | 364   |
| 5      | LMP900 | 7  | Team Cadillac                         | Emmanuel Collard Marc Goossens                           | Cadillac Northstar 4.0L Turbo V8  | M     | 364   |
| 6      | GTS    | 4  | Corvette Racing                       | Andy Pilgrim Kelly Collins Franck Fréon                  | Chevrolet Corvette C5-R           | G     | 362   |
| 6      | GTS    | 4  | Corvette Racing                       | Andy Pilgrim Kelly Collins Franck Fréon                  | Chevrolet 7.0L V8                 | G     | 362   |
| 7      | LMP675 | 57 | Dick Barbour Racing                   | John Graham Scott Maxwell Milka Duno                     | Reynard 01Q                       | G     | 361   |
| 7      | LMP675 | 57 | Dick Barbour Racing                   | John Graham Scott Maxwell Milka Duno                     | Judd GV675 3.4L V8                | G     | 361   |
| 8      | GT     | 6  | Prototype Technology Group            | Hans-Joachim Stuck Boris Said Bill Auberlen              | BMW M3 GTR                        | Y     | 360   |
| 8      | GT     | 6  | Prototype Technology Group            | Hans-Joachim Stuck Boris Said Bill Auberlen              | BMW 4.0L V8                       | Y     | 360   |
| 9      | GT     | 43 | BMW Motorsport Schnitzer Motorsport   | Dirk Müller Jörg Müller                                  | BMW M3 GTR                        | M     | 359   |
| 9      | GT     | 43 | BMW Motorsport Schnitzer Motorsport   | Dirk Müller Jörg Müller                                  | BMW 3.2L I6                       | M     | 359   |
| 10     | LMP900 | 50 | Panoz Motor Sports                    | Jan Magnussen David Brabham                              | Panoz LMP-1 Roadster-S            | M     | 358   |
| 10     | LMP900 | 50 | Panoz Motor Sports                    | Jan Magnussen David Brabham                              | Élan 6L8 6.0L V8                  | M     | 358   |
| 11     | GT     | 23 | Alex Job Racing                       | Lucas Luhr Sascha Maassen                                | Porsche 911 GT3-RS                | M     | 355   |
| 11     | GT     | 23 | Alex Job Racing                       | Lucas Luhr Sascha Maassen                                | Porsche 3.6L Flat-6               | M     | 355   |
| 12     | GT     | 42 | BMW Motorsport Schnitzer Motorsport   | Karl Wendlinger JJ Lehto Fredrik Ekblom                  | BMW M3 GTR                        | M     | 355   |
| 12     | GT     | 42 | BMW Motorsport Schnitzer Motorsport   | Karl Wendlinger JJ Lehto Fredrik Ekblom                  | BMW 4.0L V8                       | M     | 355   |
| 13     | GTS    | 26 | Konrad Team Saleen                    | Terry Borcheller Charles Slater Franz Konrad             | Saleen S7-R                       | G     | 355   |
| 13     | GTS    | 26 | Konrad Team Saleen                    | Terry Borcheller Charles Slater Franz Konrad             | Ford 7.0L V8                      | G     | 355   |
| 14     | GT     | 22 | Alex Job Racing                       | Randy Pobst Christian Menzel                             | Porsche 911 GT3-RS                | M     | 353   |
| 14     | GT     | 22 | Alex Job Racing                       | Randy Pobst Christian Menzel                             | Porsche 3.6L Flat-6               | M     | 353   |
| 15     | GTS    | 45 | American Viperacing                   | Mike Hezemans Anthony Kumpen                             | Dodge Viper GTS-R                 | D     | 349   |
| 15     | GTS    | 45 | American Viperacing                   | Mike Hezemans Anthony Kumpen                             | Dodge 8.0L V10                    | D     | 349   |
| 16     | GT     | 30 | Petersen Motorsports                  | Johnny Mowlem Jean-Christophe Boullion Mike Fitzgerald   | Porsche 911 GT3-R                 | M     | 344   |
| 16     | GT     | 30 | Petersen Motorsports                  | Johnny Mowlem Jean-Christophe Boullion Mike Fitzgerald   | Porsche 3.6L Flat-6               | M     | 344   |
| 17     | LMP675 | 21 | Archangel Motorsports                 | Andrew Davis Jason Workman Ben Devlin                    | Lola B2K/40                       | A     | 341   |
| 17     | LMP675 | 21 | Archangel Motorsports                 | Andrew Davis Jason Workman Ben Devlin                    | Nissan (AER) VQL 3.0L V6          | A     | 341   |
| 18     | GT     | 52 | Seikel Motorsport                     | Tony Burgess Hugh Plumb Stefano Buttiero                 | Porsche 911 GT3-RS                | Y     | 341   |
| 18     | GT     | 52 | Seikel Motorsport                     | Tony Burgess Hugh Plumb Stefano Buttiero                 | Porsche 3.6L Flat-6               | Y     | 341   |
| 19     | GT     | 69 | Kyser Racing                          | Kye Wankum Joe Foster Doc Bundy                          | Porsche 911 GT3-R                 | D     | 329   |
| 19     | GT     | 69 | Kyser Racing                          | Kye Wankum Joe Foster Doc Bundy                          | Porsche 3.6L Flat-6               | D     | 329   |
| 20     | GT     | 29 | Sebah Automotive                      | Bart Hayden Hugh Hayden Stephen Earle                    | Porsche 911 GT3-RS                | D     | 325   |
| 20     | GT     | 29 | Sebah Automotive                      | Bart Hayden Hugh Hayden Stephen Earle                    | Porsche 3.6L Flat-6               | D     | 325   |
| 21     | GT     | 32 | Orbit                                 | Scooter Gabel Gary Schultheis Doc Lowman                 | Porsche 911 GT3-RS                | D     | 324   |
| 21     | GT     | 32 | Orbit                                 | Scooter Gabel Gary Schultheis Doc Lowman                 | Porsche 3.6L Flat-6               | D     | 324   |
| 22     | GTS    | 05 | Park Place Racing Fordahl Motorsports | Chris Bingham Ron Johnson Oliver Gavin                   | Saleen S7-R                       | Y     | 312   |
| 22     | GTS    | 05 | Park Place Racing Fordahl Motorsports | Chris Bingham Ron Johnson Oliver Gavin                   | Ford 7.0L V8                      | Y     | 312   |
| 23     | GT     | 75 | Gunnar Racing                         | Gunnar Jeannette Joe Policastro, Sr. Joe Policastro, Jr. | Porsche 911 GT3-RS                | D     | 253   |
| 23     | GT     | 75 | Gunnar Racing                         | Gunnar Jeannette Joe Policastro, Sr. Joe Policastro, Jr. | Porsche 3.6L Flat-6               | D     | 253   |
| 24 Abd | GT     | 12 | Aspen Knolls MCR                      | Shane Lewis Cort Wagner Bob Mazzuoccola                  | Callaway C12-R                    | G     | 221   |
| 24 Abd | GT     | 12 | Aspen Knolls MCR                      | Shane Lewis Cort Wagner Bob Mazzuoccola                  | Chevrolet 7.0L V8                 | G     | 221   |
| 25     | GTS    | 44 | American Viperacing                   | Tom Weickardt Kevin Allen Rick Fairbanks                 | Dodge Viper GTS-R                 | D     | 220   |
| 25     | GTS    | 44 | American Viperacing                   | Tom Weickardt Kevin Allen Rick Fairbanks                 | Dodge 8.0L V10                    | D     | 220   |
| 26     | LMP675 | 5  | Dick Barbour Racing                   | Bruno Lambert Didier de Radigues Earl Goddard            | Reynard 01Q                       | G     | 213   |
| 26     | LMP675 | 5  | Dick Barbour Racing                   | Bruno Lambert Didier de Radigues Earl Goddard            | Judd GV675 3.4L V8                | G     | 213   |
| 27 Abd | LMP675 | 11 | Roock-KnightHawk Racing               | Steven Knight Mel Hawkins Claudia Hürtgen                | Lola B2K/40                       | A     | 209   |
| 27 Abd | LMP675 | 11 | Roock-KnightHawk Racing               | Steven Knight Mel Hawkins Claudia Hürtgen                | Nissan (AER) VQL 3.4L V6          | A     | 209   |
| 28 Abd | GT     | 34 | Orbit                                 | Leo Hindery Tony Kester Peter Baron                      | Porsche 911 GT3-RS                | D     | 183   |
| 28 Abd | GT     | 34 | Orbit                                 | Leo Hindery Tony Kester Peter Baron                      | Porsche 3.6L Flat-6               | D     | 183   |
| 29 Abd | GTS    | 25 | Konrad Motorsport                     | Walter Brun Toni Seiler                                  | Saleen S7-R                       | D     | 152   |
| 29 Abd | GTS    | 25 | Konrad Motorsport                     | Walter Brun Toni Seiler                                  | Ford 7.0L V8                      | D     | 152   |
| 30 Abd | GT     | 15 | Dick Barbour Racing                   | Grady Willingham Taz Harvey Sam Hancock                  | Porsche 911 GT3-R                 | D     | 137   |
| 30 Abd | GT     | 15 | Dick Barbour Racing                   | Grady Willingham Taz Harvey Sam Hancock                  | Porsche 3.6L Flat-6               | D     | 137   |
| 31 Abd | GT     | 10 | Prototype Technology Group            | David Murry Brian Cunningham Niclas Jonsson              | BMW M3 GTR                        | Y     | 136   |
| 31 Abd | GT     | 10 | Prototype Technology Group            | David Murry Brian Cunningham Niclas Jonsson              | BMW 4.0L V8                       | Y     | 136   |
| 32 Abd | LMP675 | 31 | Team Bucknum Racing                   | Chris McMurry Bryan Willman Bret Arsenault               | Pilbeam (en) MP84                 | A     | 108   |
| 32 Abd | LMP675 | 31 | Team Bucknum Racing                   | Chris McMurry Bryan Willman Bret Arsenault               | Nissan (AER) VQL 3.0L V6          | A     | 108   |
| 33 Abd | GTS    | 88 | Prodrive Allstars                     | Peter Kox Rickard Rydell Marc Duez                       | Ferrari 550-GTS Maranello         | M     | 103   |
| 33 Abd | GTS    | 88 | Prodrive Allstars                     | Peter Kox Rickard Rydell Marc Duez                       | Ferrari 5.9L V12                  | M     | 103   |
| 34 Abd | LMP900 | 16 | Dyson Racing                          | Butch Leitzinger Elliott Forbes-Robinson James Weaver    | Riley & Scott Mk III C            | G     | 94    |
| 34 Abd | LMP900 | 16 | Dyson Racing                          | Butch Leitzinger Elliott Forbes-Robinson James Weaver    | Lincoln (Élan) 6.0L V8            | G     | 94    |
| 35 Abd | LMP675 | 39 | Racing Organisation Course            | Jordi Gené Yannick Schroeder Jean-Denis Delétraz         | Reynard 2KQ-LM                    | M     | 60    |
| 35 Abd | LMP675 | 39 | Racing Organisation Course            | Jordi Gené Yannick Schroeder Jean-Denis Delétraz         | Volkswagen 2.0L Turbo I4          | M     | 60    |
| 36 Abd | GTS    | 19 | Brookspeed                            | Dino Steiner Joe Ellis John Cooper                       | Chrysler Viper GTS-R              | D     | 35    |
| 36 Abd | GTS    | 19 | Brookspeed                            | Dino Steiner Joe Ellis John Cooper                       | Chrysler 8.0L V10                 | D     | 35    |
| 37 Abd | LMP900 | 1  | Audi Sport North America              | Rinaldo Capello Tom Kristensen                           | Audi R8                           | M     | 26    |
| 37 Abd | LMP900 | 1  | Audi Sport North America              | Rinaldo Capello Tom Kristensen                           | Audi 3.6L Turbo V8                | M     | 26    |
| 38 Abd | LMP900 | 51 | Panoz Motor Sports                    | Klaus Graf Franck Lagorce                                | Panoz LMP-1 Roadster-S            | M     | 78    |
| 38 Abd | LMP900 | 51 | Panoz Motor Sports                    | Klaus Graf Franck Lagorce                                | Élan 6L8 6.0L V8                  | M     | 78    |
| Dsq†   | GT     | 33 | MSB Motorsport                        | Marino Franchitti Kelvin Burt Ralf Kelleners             | Ferrari 360 Modena GT             | G     | 26    |
| Dsq†   | GT     | 33 | MSB Motorsport                        | Marino Franchitti Kelvin Burt Ralf Kelleners             | Ferrari 3.6L V8                   | G     | 26    |
| Dsq†   | GTS    | 3  | Corvette Racing                       | Ron Fellows Johnny O'Connell Scott Pruett                | Chevrolet Corvette C5-R           | G     | 2     |
| Dsq†   | GTS    | 3  | Corvette Racing                       | Ron Fellows Johnny O'Connell Scott Pruett                | Chevrolet 7.0L V8                 | G     | 2     |
| Dsq†   | LMP900 | 37 | Intersport Racing                     | John Field Rick Sutherland Mark Neuhaus                  | Lola B2K/10B                      | G     | 0     |
| Dsq†   | LMP900 | 37 | Intersport Racing                     | John Field Rick Sutherland Mark Neuhaus                  | Judd GV4 4.0L V10                 | G     | 0     |
| Np     | GT     | 9  | Prototype Technology Group            | Bill Auberlen Boris Said                                 | BMW M3                            | Y     | -     |
| Np     | GT     | 9  | Prototype Technology Group            | Bill Auberlen Boris Said                                 | BMW 3.2L I6                       | Y     | -     |
| Np     | GT     | 47 | Broadfoot Racing                      | John Warner Doc Lowman                                   | Porsche 911 GT3-R                 | D     | -     |
| Np     | GT     | 47 | Broadfoot Racing                      | John Warner Doc Lowman                                   | Porsche 3.6L Flat-6               | D     | -     |

† - #33 MSB Motorsport, #3 Corvette Racing, and #37 Intersport Racing ont été disqualifiés pour avoir reçu une aide extérieure afin de rester dans la course.

## Statistiques
- Pole Position - #1 Audi Sport North America - 1:10.917
- Tour le plus rapide - #2 Audi Sport North America - 1:11.907